# Christian Iansante
Christian Iansante (Thal, 19 febbraio 1965) è un doppiatore, direttore del doppiaggio e attore italiano, voce fra gli altri di Bradley Cooper, che doppia continuativamente dal 2009.

## Biografia
Nato in Svizzera, vive per alcuni anni a Marano Lagunare in Friuli-Venezia Giulia e poi soprattutto a Chieti in Abruzzo, città di origine della famiglia; dopo una lunga attività lavorativa in radio e televisione e il trasferimento a Roma, intraprende la carriera di doppiatore nel 1989 e la sua definitiva affermazione nel settore si verifica soprattutto nella seconda metà degli anni novanta, quando il direttore del doppiaggio Francesco Vairano lo sceglie per doppiare Mark Renton, interpretato da Ewan McGregor, nel film di culto del 1996 Trainspotting, diretto da Danny Boyle. Un anno dopo dà la voce a Matt Damon in Will Hunting - Genio ribelle, cui seguono nel 1998 Joseph Fiennes in Shakespeare in Love e Johnny Depp in Paura e delirio a Las Vegas, mentre nel 2000 doppia Guy Pearce nell'edizione italiana di Memento, prima opera di successo del regista britannico Christopher Nolan.
Negli anni ha doppiato numerosi altri attori, fra cui Bradley Cooper in tutte le sue interpretazioni dal 2009, a partire dalla commedia Una notte da leoni di Todd Phillips, Andrew Lincoln in The Walking Dead e David Tennant nella serie Doctor Who.
È sua anche la voce italiana di Jar Jar Binks e K-2SO nella saga di Guerre stellari, di Rocket Raccoon nei film legati ai Guardiani della Galassia e in alcune serie animate, nonché di Occhio di Falco, interpretato da Jeremy Renner, nella saga cinematografica degli Avengers/Vendicatori e nella miniserie Hawkeye. Nel campo dell'animazione è il doppiatore, fra gli altri, di Rick Sanchez in Rick & Morty, Duncan di A tutto reality, Sindrome ne Gli Incredibili - Una "normale" famiglia di supereroi e Vincent Law in Ergo Proxy. È la voce di numerosi spot pubblicitari, dal 2003 al 2022 è stato speaker ufficiale del canale satellitare Fox, mentre dal 2006 è speaker di Radio 24. Da settembre 2016 è la voce narrante delle schede di C.S.I. Milano, all'interno del programma 105 Friends in onda su Radio 105.
Attivo saltuariamente come attore televisivo e cinematografico, nel 2021 è ospite del programma televisivo Voice Anatomy, condotto da Pino Insegno.

## Vita privata
È padre della doppiatrice e attrice Luna Iansante, nata nel 2003.

## Doppiaggio

### Cinema
- Bradley Cooper in Una notte da leoni, Appuntamento con l'amore, A-Team, Limitless, Una notte da leoni 2, The Words, Il lato positivo - Silver Linings Playbook, Come un tuono, Una notte da leoni 3, American Hustle - L'apparenza inganna, Una folle passione, American Sniper, Sotto il cielo delle Hawaii, Joy, Il sapore del successo, Trafficanti, A Star Is Born, Il corriere - The Mule, Guardiani della Galassia,[7] Guardiani della Galassia Vol. 2,[8] Avengers: Infinity War,[9] Avengers: Endgame,[10] La fiera delle illusioni - Nightmare Alley, Licorice Pizza, Thor: Love and Thunder, Guardiani della Galassia Vol. 3, Dungeons & Dragons - L'onore dei ladri, Maestro
- Sam Rockwell in Guida galattica per autostoppisti, Soffocare, Iron Man 2, Lo spaventapassere, C'era una volta un'estate, Una rete di bugie, Un tranquillo weekend di mistero, Mr. Right, Vice - L'uomo nell'ombra, Richard Jewell
- Jeremy Renner in North Country - Storia di Josey, Thor, The Avengers, C'era una volta a New York, La regola del gioco, Avengers: Age of Ultron, Captain America: Civil War, I segreti di Wind River, Avengers: Endgame, Black Widow
- Ewan McGregor in Trainspotting, Grazie, signora Thatcher, Young Adam, Amelia, T2 Trainspotting, Birds of Prey e la fantasmagorica rinascita di Harley Quinn
- Christian Bale in Metroland, Velvet Goldmine, Shaft, Harsh Times - I giorni dell'odio, Nemico pubblico - Public Enemies, Knight of Cups
- Joseph Fiennes in Shakespeare in Love, Le due verità, Il nemico alle porte, Leo, Il mercante di Venezia, Prison Escape
- Rhys Ifans in Ballando a Lughnasa, Codice 51, L'amore fatale, Tata Matilda e il grande botto, Lo stravagante mondo di Greenberg, The Five-Year EngagementNeverland - La vera storia di Peter Pan
- Barry Pepper in La 25ª ora, We Were Soldiers - Fino all'ultimo uomo, The Snow Walker, Flags of Our Fathers, Il Grinta, Il gioco dei soldi, Trigger point
- Billy Burke in Twilight, The Twilight Saga: New Moon, The Twilight Saga: Eclipse, Drive Angry, The Twilight Saga: Breaking Dawn - Parte 1, The Twilight Saga: Breaking Dawn - Parte 2
- Frank Grillo in Pride and Glory - Il prezzo dell'onore, Warrior, The Grey, Disconnect, Intersections, Homefront, Werevolves
- Christian Slater in Windtalkers, Lies and Illusions - Intrighi e bugie, Rites of Passage, Jimmy Bobo - Bullet to the Head, The Wife - Vivere nell'ombra, Unfrosted - Storia di uno snack americano, Mr Robot
- Jordi Mollà in Una tragica scelta, Colombiana, Riddick, Criminal, L'uomo che uccise Don Chisciotte
- Billy Crudup in Tutti dicono I Love You, Stage Beauty, Mission: Impossible III, Effetto Lucifero
- Guy Pearce in Memento, The Hard Word - L'ultimo colpo, The Rover, Genius
- Alan Tudyk in Il destino di un cavaliere, Serenity, L'ultima parola - La vera storia di Dalton Trumbo, Rogue One: A Star Wars Story, Peter Pan & Wendy
- Justin Theroux in Inland Empire - L'impero della mente, Nudi e felici, Mute, Beetlejuice Beetlejuice
- Benjamin Bratt in Catwoman, Snitch - L'infiltrato, Un poliziotto ancora in prova, La fratellanza
- Romain Duris in I tre moschettieri - D'Artagnan, I tre moschettieri - Milady, The Animal Kingdom
- 50 Cent in Sfida senza regole, Setup, Il cacciatore di donne, Spy
- Patrick Wilson in Passengers - Mistero ad alta quota, Due cuori e una provetta, Stretch - Guida o muori, Home Sweet Hell
- Daniel Wyllie in Holy Smoke - Fuoco sacro, Sanctum 3D, Shark 3D
- Olivier Martinez in L'amore infedele - Unfaithful, Identità violate, Dark Tide
- Colin Farrell in Daredevil, Intermission, Crazy Heart
- James Badge Dale in Shame, 13 Hours: The Secret Soldiers of Benghazi, Hold the Dark
- Dany Boon in Sono dappertutto, Murder Mystery, Murder Mystery 2
- Martin Freeman in Whiskey Tango Foxtrot, Cargo, L'abominevole sposa
- Bobby Cannavale in Romance & Cigarettes, The Irishman, MaXXXine
- Joe Manganiello in Tumbledown - Gli imprevisti della vita, Ubriachi d'amore, La stanza degli omicidi
- Matthew Lillard in Fuori di cresta, Di nuovo in gioco, Five Nights at Freddy's
- Óscar Jaenada in The Losers, Rambo: Last Blood, Il buco - Capitolo 2
- John Hawkes in Solo se il destino, Playing God
- Ahmed Best in Star Wars: Episodio I - La minaccia fantasma, Star Wars: Episodio II - L'attacco dei cloni
- John Leguizamo in S.O.S. Summer of Sam - Panico a New York, The Honeymooners
- Matthew Rhys in Titus, The Post
- Kevin Corrigan in Chain of Fools, The Departed - Il bene e il male
- Craig Parker ne Il Signore degli Anelli - La Compagnia dell'Anello, Il Signore degli Anelli - Le due torri
- Michael Sheen in Timeline - Ai confini del tempo, Tron: Legacy
- Noah Taylor in Piccolo dizionario amoroso, Edge of Tomorrow - Senza domani
- Jeremy Sisto in Wrong Turn, Broken
- Vince Vaughn in Anchorman - La leggenda di Ron Burgundy, Anchorman 2 - Fotti la notizia
- Ron Livingston in The Cooler, Come ti rovino le vacanze
- Luke Wilson in La neve nel cuore, Ride - Ricomincio da me
- Woody Harrelson in Non è un paese per vecchi, Battle in Seattle - Nessuno li può fermare
- Paul Bettany in Inkheart - La leggenda di cuore d'inchiostro, The Young Victoria
- Michael Fassbender in 300, Jonah Hex
- Bobby Deol in È tempo di sognare, Appartamento per... 3
- Saif Ali Khan in Un pizzico d'amore e di magia, Eklavya: The Royal Guard
- Clifton Collins Jr. in The Horsemen, Star Trek
- Robert Stanton in Arthur e la vendetta di Maltazard, I Love Shopping
- David Dencik in Fratellanza - Brotherhood, Regression
- Lew Temple in Unstoppable - Fuori controllo, 31
- Maurice Compte in End of Watch - Tolleranza zero, Nella tana dei lupi
- Chris Wylde in La babysitter, La babysitter - Killer Queen
- Tim Roth in La grande passione, Sull'isola di Bergman
- Johnny Knoxville in Comic Movie, Elvis & Nixon
- Michael Raymond-James in The Salvation, L'ultima tempesta
- Adam Goldberg in A Beautiful Mind, L'esorcismo - Ultimo atto
- Rainn Wilson ed Eric Balfour ne I perfetti innamorati
- Richard Cox e altre voci in Riccardo III - Un uomo, un re[11]
- Jóhannes Haukur Jóhannesson in Alpha - Un'amicizia forte come la vita
- William Fichtner in Equilibrium
- Brad Pitt in Una vita al massimo
- Jonathan Phillips in Titanic
- Matthew Modine in Blackout
- Josh Brolin in Nightwatch - Il guardiano di notte
- Karr Washington in L.A. Confidential
- Dennis Staroselsky in Detroit
- Matt Damon in Will Hunting - Genio ribelle
- Jean-Claude Van Damme in Last Action Hero - L'ultimo grande eroe
- Gerard Butler in La mia regina
- Donal Logue in Uno sbirro tuttofare
- Tricky ne Il quinto elemento
- Johnny Depp in Paura e delirio a Las Vegas
- Hugo Speer in Full Monty - Squattrinati organizzati
- Moritz Bleibtreu in Lola corre
- Daniel Craig in Love Is the Devil
- John Doe in Piovuta dal cielo
- Jim Fitzpatrick in Delta Force - Missione esplosiva
- David Tennant in Last September
- Matt Keeslar in Scream 3
- Owen Wilson in Pallottole cinesi
- Jon Bon Jovi in Un sogno per domani
- Dylan Bruno in Qui dove batte il cuore
- William Baldwin in La fidanzata ideale
- Tim DeKay in Il corvo 3 - Salvation
- Jude Law in A.I. - Intelligenza artificiale
- Justin Chambers in Prima o poi mi sposo
- Enrique Murciano in Black Hawk Down - Black Hawk abbattuto
- Gabriel Macht in Behind Enemy Lines - Dietro le linee nemiche
- Brian Markinson ne La maledizione dello scorpione di giada
- Seu Jorge in City of God
- Alessandro Nivola in Laurel Canyon - Dritto in fondo al cuore
- Manu Fullola in Natale sul Nilo
- Martin Shakar in La febbre del sabato sera (ridoppiaggio)
- Jeff Conaway in Grease - Brillantina (ridoppiaggio)
- Erik Weiner in Brown Sugar
- Jason Flemyng ne La leggenda degli uomini straordinari
- Nick Stahl in Terminator 3 - Le macchine ribelli
- Csaba Pindroch in Kontroll
- Trey Washington in Shutter Island
- Kris Marshall in Love Actually - L'amore davvero
- Pablo Puyol in 20 centimetri
- James D'Arcy in Master & Commander - Sfida ai confini del mare
- Val Kilmer in Wonderland
- Michael Madsen in 2047 - Sights of Death, The Broken Key
- Giovanni Ribisi in Basic
- Richard Chamberlain in L'inferno di cristallo (ridoppiaggio)
- Kip Pardue in Ingannevole è il cuore più di ogni cosa
- Gary Stretch in Alexander
- Vincent Scarito in Due fratelli
- Mads Mikkelsen in King Arthur
- Ben Miles in V per Vendetta
- Jason Statham in Revolver
- Sean Mahon in Mr. & Mrs. Smith
- Dave Matthews in Il mio amico a quattro zampe
- Karl Urban in Doom
- Sebastien Andrieu in Ultraviolet
- Rufus Sewell in L'amore non va in vacanza
- Hugh Dancy in Basic Instinct 2
- Ben Affleck in Clerks II
- Paul Dawson in Shortbus - Dove tutto è permesso
- Jimi Mistry in Blood Diamond - Diamanti di sangue
- Martin Henderson in Smokin' Aces
- Gad Elmaleh in Una top model nel mio letto
- Rob Corddry in Mi sono perso il Natale
- Terrence Howard ne La musica nel cuore - August Rush
- Will Arnett in Blades of Glory - Due pattini per la gloria
- Greg Serano in Nella valle di Elah
- Yul Vazquez in American Gangster
- Craig Parkinson in Decameron Pie
- Marc Warren in Wanted - Scegli il tuo destino
- Til Schweiger in Far Cry
- Justin Mader in Death Race
- Stephen Campbell Moore in La rapina perfetta
- Michael Cudlitz in Sex Movie in 4D
- Michael Wincott in Disastro a Hollywood
- Jason Sudeikis in The Rocker - Il batterista nudo
- Jet Li in Il regno proibito
- Eddie Izzard in Operazione Valchiria
- Cuba Gooding Jr. in Wrong Turn at Tahoe - Ingranaggio mortale
- Michaël Youn in Lucky Luke
- Joon Park in Dragonball Evolution
- Ulrich Thomsen in The International
- Alex O'Loughlin in Whiteout - Incubo bianco
- Ian Anthony Dale in Tekken
- Kim Coates in Resident Evil: Afterlife
- Alexander Siddig in Scontro tra titani
- Antonio de la Torre in Ballata dell'odio e dell'amore
- David Denman in Fair Game - Caccia alla spia
- Sullivan Stapleton in Animal Kingdom
- Hank Amos ne I mercenari - The Expendables
- B.J. Britt in Mordimi
- RZA in Repo Men
- David Hewlett in L'alba del pianeta delle scimmie
- Cal MacAninch in 1921 - Il mistero di Rookford
- Flip Schultz in Succhiami
- Jonny Lee Miller in Dark Shadows
- Sven Medvešek in Venuto al mondo
- Spike Jonze in The Wolf of Wall Street
- Julian Rhind-Tutt in Rush
- Radivoje Bukvić in Die Hard - Un buon giorno per morire
- Gavin Rossdale in Bling Ring
- Norman Reedus in Sunlight Jr.
- Chris Diamantopoulos in The Art of the Steal - L'arte del furto
- Ed Westwick in Romeo and Juliet
- Rey Gallegos in Hansel e Gretel e la strega della foresta nera
- Bret Roberts in The Perfect Husband
- David Belle in Brick Mansions
- David Meunier in The Equalizer - Il vendicatore
- Adam Horovitz in Giovani si diventa
- Vincent Elbaz in Amore, cucina e curry
- Jason Segel in The End of the Tour - Un viaggio con David Foster Wallace
- Tim McGraw in Tomorrowland - Il mondo di domani
- Rhys Coiro in Entourage
- Radivoje Bukvić in The Transporter Legacy
- Thomas Kretschmann in Una spia e mezzo
- Matthew McConaughey in Beach Bum - Una vita in fumo
- Paul Anderson in Le ultime 24 ore
- Peter Serafinowicz in Insospettabili sospetti
- Reid Scott in 40 sono i nuovi 20
- Jonathan Scarfe in The Equalizer 2 - Senza perdono
- Mahershala Ali in Alita - Angelo della battaglia
- JR Bourne in The Exorcism of Emily Rose
- Sean Patrick Flanery in Saw 3D - Il capitolo finale
- José Garcia in Come un pesce fuor d'acqua
- Brandon Auret in Mia e il leone bianco[12]
- Teach Grant in It - Capitolo due
- Andrew Lincoln in Penguin Bloom
- Cillian Murphy in A Quiet Place II
- Michael Stuhlbarg in Bones and All
- Ben Miller in Jimmy Grimble
- Randy Newman in Everything Everywhere All at Once
- Adam Bousdoukos in Soul Kitchen
- Scott Adkins in Una sola possibilità
- Oz Perkins in The Monkey
- Peto Menahem in Il cuore lo sa

### Film d'animazione
- Superman in Superman: Doomsday - Il giorno del giudizio, Superman-Batman: nemici pubblici, Superman/Batman: Apocalypse, All-Star Superman
- Duca di Weselton in Frozen - Il regno di ghiaccio e Frozen II - Il segreto di Arendelle
- Oscar in A spasso col panda e A spasso col panda - Missione bebè
- Gajil Redfox in Fairy Tail The Movie: Phoenix Priestess, Fairy Tail The Movie: Dragon Cry
- Macchinista ne La Freccia Azzurra
- Sakamoto in Maison Ikkoku: Last Movie
- Fazoul in Aladdin e il re dei ladri
- Hermes in Hercules
- Bradley Uppercrust in Estremamente Pippo
- Shade in C'era una volta Lupin/Lupin III - Episodio: 0
- Hector in Titanic - La leggenda continua
- Lucky ne Il libro della giungla 2
- Hajime Saitō in Kenshin - Samurai vagabondo: The Movie
- Buddy Pine/Sindrome ne Gli Incredibili - Una "normale" famiglia di supereroi
- Ben Yussuf in El Cid - La leggenda
- Il Barone Von Tilt in Tentacolino
- Alfred in La sposa cadavere
- Turles in Dragon Ball Z - La grande battaglia per il destino del mondo (doppiaggio Dynamic)
- Takemaru in Inuyasha the Movie - La spada del dominatore del mondo
- Zoc in Ant Bully - Una vita da formica
- Dag in Barnyard - Il cortile
- Harold il profeta in Giù per il tubo
- Jin in The Reef - Amici per le pinne
- Daino in Gnomeo e Giulietta
- Daniel ne Il castello magico
- Ian Solo in The LEGO Movie
- Grosso in Goool!
- Tonitrus ne Il viaggio di Arlo
- Pablo ne Il viaggio di Norm
- Iena Elza in Savva
- randagio anziano in Birba - Micio combinaguai
- Slim in Trash - La leggenda della piramide magica
- Tully in Capitan Sciabola e il diamante magico
- Jepson in Estinti... o quasi
- Pickle in Taddeo l'esploratore e la tavola di smeraldo
- Morlett in La fiaba infinita
- Jedediah in Una notte al museo - La vendetta di Kahmunrah
- Strega del Bacon in Dove sono gli umani?
- Cornelius ne Il drago di mio padre
- Lord Protector in Wolfwalkers - Il popolo dei lupi
- Lutador in Vivo
- Pockets in Il drago dei desideri
- Super Dog in IF - Gli amici immaginari

### Serie televisive
- Christian Slater in My Name Is Earl, The Forgotten, Breaking In, Mr. Robot, Dirty John, Dexter: Original Sin
- Brian Van Holt in Threshold, Cougar Town, Deputy, Joe vs. Carole
- Enrique Murciano in Senza traccia, NCIS - Unità anticrimine, Power, The Night Agent
- Richard Armitage in Nord e Sud, Robin Hood, The Stranger, Stay Close
- Bobby Cannavale in Homecoming, The Irishman, Romance & Cigarettes
- Craig Parker in La spada della verità, Spartacus, Reign
- Ken Leung in Lost, The Good Wife, Person of Interest
- Andrew Lincoln in The Walking Dead, Fear the Walking Dead, The Walking Dead: The Ones Who Live
- Benjamin Bratt in E-Ring, Modern Family
- Bradley Cooper in Wet Hot American Summer: First Day of Camp, Limitless
- Billy Burke in Zoo e Fire Country
- Christian Kane in Angel, The Librarians
- Chris Vance in Mental, Dexter
- David Tennant in Doctor Who, Good Omens
- Dean Winters in Oz, Law & Order - Unità vittime speciali
- Edoardo Ballerini in Quarry - Pagato per uccidere, A Murder at the End of the World
- Ian Hart in Dirt e Klondike
- Rudolf Martin in Buffy l'ammazzavampiri, SWAT
- Jeremy Davies in Lucifer, Sleepy Hollow
- John Leguizamo in My Name Is Earl, Bloodline
- Joseph Fiennes in Camelot, American Horror Story
- Luis Zahera in Entrevías
- Martin Freeman in Sherlock, The Responder
- Peter Scanavino in Chicago P.D., Law & Order - Unità vittime speciali
- Rhys Coiro in Ugly Betty, The Lizzie Borden Chronicles
- Amr Waked in Riviera, Casa Saddam
- Mackenzie Crook in Skins, Britannia
- Mark Pellegrino in Dexter, Castle
- Jason Flemyng in Primeval, Save Me
- Justin Theroux in Maniac, John Adams
- Clifton Collins Jr. in The Event, Westworld - Dove tutto è concesso
- Patrick Wilson in A Gifted Man, Girls
- Marc Warren in The Musketeers, Safe
- Olivier Martinez in Texas Rising, Marte
- Terry Serpico, Wentworth Miller, Andrew Howard e David Conrad in Law & Order - Unità vittime speciali[13]
- Nicholas Brendon (s.6-7), Troy T. Blendell e Rudolf Martin in Buffy l'ammazzavampiri[14]
- Ron Livingston, Jon Bon Jovi e Eddie Cahill in Sex and the City[15]
- Federico Castelluccio, Giuseppe Delpiano e Anthony DeSando ne I Soprano[16]
- Paul Schulze (st. 2-3), Henry Lubatti e Chris Diamantopoulos in 24[17]
- Joshua Malina, Craig Sheffer e Steve Valentine in Psych: il musical[18]
- George Stephanopoulos, Wilson Heredia e altre voci in Spin City[19]
- Adam Goldberg e Timothy Olyphant in My Name Is Earl
- Adam Croasdell e Curtis Caravaggio in Supernatural
- Alexander Siddig e Clark Carmichael in Gotham
- Andreas Pietschmann e Dietrich Hollinderbäumer in Dark
- Ian Anthony Dale e D.L. Hughley in Hawaii Five-0[20]
- Theo Alexander e Rob Morrow in CSI: NY[21]
- Leigh McCloskey e Stephen Nichols in Santa Barbara
- Michael Lord e Christopher Marcantel in Quando si ama
- Adrian Pasdar in Agents of S.H.I.E.L.D.
- Alan Tudyk in Resident Alien
- Benedict Cumberbatch in Brexit: The Uncivil War
- Dorian Gregory in Streghe
- David Cubitt in Medium
- Desmond Harrington in Gossip Girl (st. 3-6)
- Glenn Fleshler in True Detective
- Glenn Quinn in Pappa e ciccia
- Jason Momoa in North Shore
- Jeremy Renner in Hawkeye
- John Patrick Hayden in Daredevil
- Josh Stewart in Ghost Whisperer - Presenze
- Mahershala Ali in Codice Matrix
- Michael Fassbender in Hex
- Rainer Strecker in Squadra Speciale Cobra 11
- Christien Anholt in Relic Hunter
- Thomas Cavanagh in Scrubs - Medici ai primi ferri
- Silas Weir Mitchell in Prison Break
- Henry Simmons in Shark - Giustizia a tutti i costi
- Santiago Cabrera in Heroes
- Chris Morris in IT Crowd
- Glenn Fitzgerald in Dirty Sexy Money
- Tim Daly in Private Practice
- Michael Imperioli in Life on Mars
- Sam Trammell in True Blood (st. 2-7)
- Nicholas Guest in Sons of Anarchy
- Jonathon Young in Sanctuary
- Grant Show in Swingtown
- Sebastian Blomberg in Tribes of Europa
- Anthony Starke in Make It or Break It - Giovani campionesse
- Steven Robertson in Being Human
- Jay R. Ferguson in Mad Men
- Henning Baum in Last Cop - L'ultimo sbirro
- Jonjo O'Neill in Gli Irregolari di Baker Street
- Anatole Taubman ne I pilastri della Terra
- Cole Hauser in Chase
- Joseph Mawle ne Il Trono di Spade
- Anson Mount in Hell on Wheels
- Timothy Simons in Veep - Vicepresidente incompetente
- Michael Raymond-James in C'era una volta
- Daniel Albaladejo in Isabel
- Tom Wright in The Bridge
- Henry Ian Cusick in The 100
- Zach McGowan in Black Sails
- Jesse Garcia in Dal tramonto all'alba - La serie
- Ryan Robbins in Arrow
- Noah Taylor in Powers
- Tobias Santelmann in The Last Kingdom
- Anatole Taubman in Versailles
- Ben Miles in The Crown
- Callum Keith Rennie ne Il socio[22]
- Colin Cunningham in Blood Drive
- Damon Wayans in Lethal Weapon
- Deon Cole in Angie Tribeca
- Jack Deam in Padre Brown
- Johnny Messner in Jane the Virgin
- Pádraic Delaney in Knightfall
- Patrick Ridremont in La foresta
- Adam Rothenberg in Dietland
- Dylan Moran in Black Books
- Seamus Dever in Titans
- Philipp Hochmair in La conferenza
- Voce narrante in The Reaping
- Bill Burr in The Mandalorian
- Michael Dietz in Port Charles
- Timo Hübsch ne La strada per la felicità
- Iago García in Un altro domani
- Arturo Del Puerto in Chicago P.D.
- Hakuryu in Violent Cop
- Joe Manganiello in A.P. Bio
- Hasan Küçükçetin ne Il dottor Alì
- Bobby Cannavale in Homecoming
- Masaya Katō in Like a Dragon: Yakuza
- Dennis Rodman in The Last Dance

### Serie animate
- Duncan in A tutto reality - L'isola, A tutto reality - Azione!, A tutto reality - Il tour, A tutto reality - La vendetta dell'isola , A tutto reality - All-Stars, A tutto reality: le origini
- Hercules in Hercules, House of Mouse - Il Topoclub
- Rocket Raccoon in Avengers Assemble[23] e Marvel Super Hero Adventures[24]
- Dr. Nick Riviera, Sindaco Joe Quimby (ep. 2.1), prof. Lombardo, Gabbo, Hippy (ep. 7.8), Bourbon Verlander e altre voci ne I Simpson[25]
- Togari, Cecchino, Inju Fukuro (Gufo), banditore drag queen e altre voci in Hunter x Hunter[26]
- Gajeel Redfox, Gajeel di Edolas in Fairy Tail
- Gajeel Redfox in Fairy Tail: 100 Years Quest
- Rick Sanchez in Rick and Morty
- Ten in RG Veda
- Odino in Gargoyles - Il risveglio degli eroi
- Yan Wei Nin in Virtua Fighter
- Espio the Chameleon in Sonic X
- Fazoul in Aladdin
- Kevin Mask in Ultimate Muscle
- Franken Stein in Soul Eater
- Kleptos in Ulisse - Il mio nome è Nessuno
- Sly in Guru Guru - Batticuore della magia
- Sven / Leone Nero in Voltron, difensore dell'universo[27]
- Tatewaki Kuno in Ranma ½
- Tatsuya in 3x3 occhi
- Vincent Law in Ergo Proxy
- Dr. Wasabi in Polli Kung Fu
- Eric in Barbarossa
- Flame Heart ne Lo stregone Orphen
- Heikuro in Onimusha
- Hyodo in Beck
- Kenny Ackermann ne L'attacco dei giganti
- Kotaro Fuma in Nabari
- Kotaro Nanbara in Hand Maid May
- Lotton "The Wizard" in Black Lagoon
- Mugen in Samurai Champloo
- Prof. Hiragi ne I cavalieri di Mon
- Reiji Namikawa in Death Note
- Yazan Gable in Mobile Suit Z Gundam
- Gran Maestro in Marco e Star contro le forze del male
- Gantlos in Winx Club
- Slater in Archer
- Zach Varmitech in Wild Kratts
- George in George della giungla (2007)
- Malekith in Avengers - I più potenti eroi della Terra[28]
- Comandante Sgraffigna in Topolino - Strepitose avventure
- Yevgraf in Sirius the Jaeger
- Duccio in Leo da Vinci
- Johnny Legend in Polizia Dipartimento Favole
- Jack Norman in Ingress: The Animation
- Narratore dei fumetti ne Le epiche avventure di Capitan Mutanda
- Mr. Mitch in Duncanville
- Re Dado ne La serie di Cuphead!
- Max in Oddballs
- Dottor Abullah in Pluto

### Film TV
- Rupert Graves in Oltre il silenzio
- Dale Midkiff ne L'amore travolgente di Margaret Mitchell
- Rex Smith ne Le regole dell'omicidio
- Adam Baldwin in Occhi indiscreti
- Matthew Edison in 134 modi per innamorarsi
- Michel Francoeur in Qualcuno nella notte
- Malieek Straughter in Sucker Free City
- Andrew Jackson in Tradimento nell'ombra
- Johnathon Schaech in Nora Roberts - Il mistero del lago
- Scott Cohen in Un giorno ancora
- Daniel Fathers in Camp Rock
- Dean Cain in Una tata per Natale
- Henning Baum in Non con me tesoro
- Coby Ryan McLaughlin in Nel labirinto del serial killer
- Matthew Modine in Cat.8 - Tempesta solare
- Sean Patrick Flanery ne I segreti di Cold Spring
- Patrick Muldoon ne La città del Natale
- Charlie O'Connell in The Magician - Il Maestro
- Ralf Bauer in Rosamunde Pilcher - Solstizio d'inverno
- Rudolf Martin in La lancia del destino

### Videogiochi
- Norman in Blindness (1995)[29]
- Walter Sheridan / Numero I in XIII (2003)[30]
- Buddy Pine/Syndrome ne Gli Incredibili - Quando il pericolo chiama (2004),[31] Gli Incredibili - Una normale famiglia di supereroi (2005),[32] Disney Infinity (2013)[33]
- Stayne, il fante di cuori in Alice in Wonderland (2010)[34]
- Francesco Bernoulli in Cars 2 (2011)[35]
- Gremlin Prescott in Epic Mickey 2: L'avventura di Topolino e Oswald (2012)[36]
- Rocket Raccoon e Occhio di Falco in Disney Infinity 2.0: Marvel Super Heroes (2014)
- Jar Jar Binks e Sindrome in Disney Infinity 3.0 (2015)[37]

### Programmi televisivi
- Bradley Cooper in Guardiani della Galassia Holiday Special
- Rick Yemm ne Gli eroi del ghiaccio
- Voce fuori campo in Apocalypse - Il grande racconto della guerra
- Luca Manfé nella quarta stagione di MasterChef USA
- Speaker ufficiale del canale Fox (dal 2003) e della piattaforma Disney+ (dal 2021)
- Voce narrante in Cucine da incubo (dal 2022)

### Documentari
- Passaggio a Nord Ovest
- La storia siamo noi: La guerra del secolo - Affondate la Bismarck, Moby Prince - Il porto delle nebbie
- L'America vista dal cielo
- Inside Area 51
- Lo strabiliante mondo delle piante
- I tesori segreti del Sudafrica
- 24/7 Wild
- Decumano Maximo
- Il ponte di Genova: Cronologia di un disastro

## Riconoscimenti
La Musa d'Oro 2025: Miglior Doppiatore Cinema per Bradley Cooper in Maestro

## Filmografia

### Cinema
- Il leone di vetro, regia di Salvatore Chiosi (2014)
- Ho amici in Paradiso, regia di Fabrizio Maria Cortese (2016)
- Omicidio all'italiana, regia di Maccio Capatonda (2017)

### Televisione
- Un commissario a Roma – serie TV, episodio 1x10 (1993)
- Cuori rubati – soap opera, 14 episodi (2002)
- Don Matteo – serie TV, episodio 5x21 (2006)
- Provaci ancora prof! – serie TV, episodio 3x06 (2008)

### Cortometraggi
- Il naso, regia di Pietro Sussi (2006)
- Il vestito, regia di Maurizio Ravallese (2020)
- Sir, regia di Maurizio Ravallese (2022)
- Liver, regia di Alessio Cuboni (2023)

## Radio
- Voce ufficiale di Radio 24.
- Voce narrante di C.S.I. Milano all'interno di 105 Friends, su Radio 105.
- Voce narrante (vestendo i panni del personaggio di "Vito 3x2") de Il ballo di San Vito, in onda su RIN fra il 2003 e il 2005.